# Moutier-Malcard
Moutier-Malcard är en kommun i departementet Creuse i regionen Nouvelle-Aquitaine i de centrala delarna av Frankrike. Kommunen ligger i kantonen Bonnat som tillhör arrondissementet Guéret. År 2022 hade Moutier-Malcard 558 invånare.

## Befolkningsutveckling
Antalet invånare i kommunen Moutier-Malcard
Referens:INSEE